# Babka paskowana
Babka paskowana, babka Braunera (Benthophiloides brauneri) – gatunek ryby z rodziny babkowatych (Gobiidae).

## Występowanie

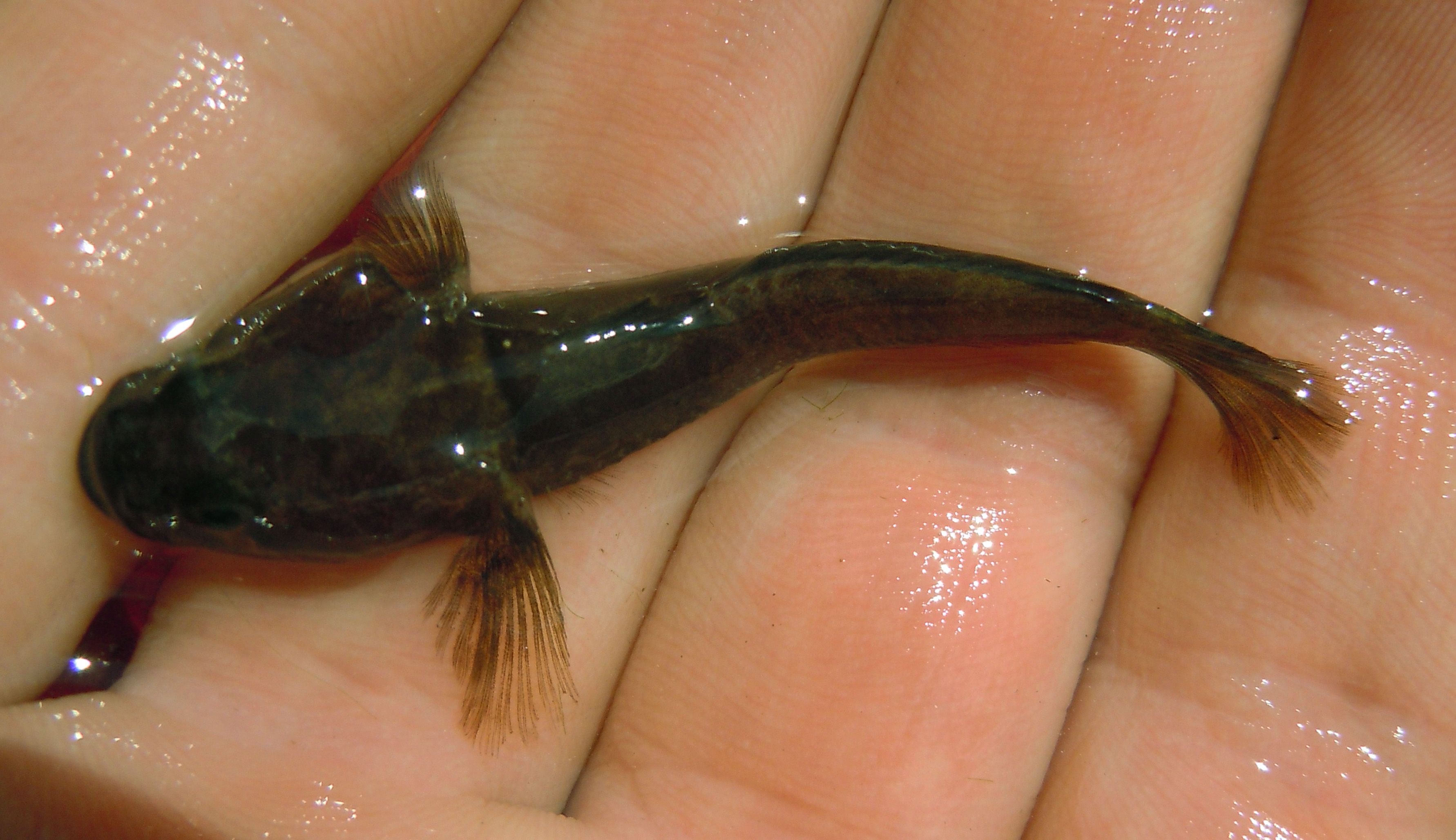
Babka paskowana z rzeki Boh koło wsi Rakowe, Obwód mikołajowski, południowa Ukraina

Zlewiska i estuaria Morza Czarnego, Azowskiego i Kaspijskiego. Żyje w słonawych ujściach rzek i ich dolnych odcinkach. Występuje na większych głębokościach oraz w płytkich wodach przybrzeżnych jezior nadmorskich.

## Cechy morfologiczne
Samce osiągają 7,2 cm długości, samice 5,1 cm długości.

## Odżywianie
Żywi się larwami ochotkowatych, skorupiakami i ślimakami.

## Rozród
Trze się w VII–VIII. Ziarenka ikry są duże, gruszkowatego kształtu.